# بنك أوف أمريكا بلازا (أتلانتا)
بنك أوف أمريكا بلازا (بالإنجليزية: Bank of America Plaza)‏ عبارة عن ناطحة سحاب تقع في مدينة أتلانتا بولاية جورجيا الأمريكية. يصل إرتفاع المبنى إلى 312 متر ويُعد أطول مبنى في ولاية جورجيا. يتكون من 55 طابق وإكتمل بنائه في عام 1992 وسمي عندها بـ«نايشنزبنك بلازا».